# Sovetish heymland
Sovetish heymland oder Sowetisch Hejmland (jiddisch סאָוועטיש היימלאַנד; deutsch „Sowjetische Heimat“) war eine sowjetische jiddische Zeitschrift, die von 1961 bis 1991 als Organ der Sowjetischen Schriftstellerverbandes in Moskau veröffentlicht wurde (zuerst zweimonatlich, dann monatlich).

## Publikation
In den dreißig Jahren ihres Bestehens war Sovetish heymland neben dem Birobidzhaner Shtern das einzige jiddische literarische Periodikum in der Sowjetunion. Die Zeitschrift veröffentlichte literarische Essays, zu jüdischer Folklore, zu jiddischer Sprachgeschichte und Literatur. Außerdem sammelte sie biographisches und bibliografisches Material über jüdische Schriftsteller. Die Redaktion hielt auch jüdische Konferenzen, Musik- und Kunstabende ab.
Chefredakteur war von Anfang bis Ende der Dichter und Kulturkommissar Aron Vergelis. Das jiddische Verlagswesen wurde während des Kalten Krieges unter seinem „wachsamen Auge“ in der Sowjetunion wiederbelebt.
Nach dem Sechs-Tage-Krieg begann die Kritik an der israelischen Politik, die Zeitschrift veröffentlichte häufig Material, das die Politik Israels im Rahmen der pro-arabischen und antiisraelischen sowjetischen Außenpolitik kritisierte.
Zu den Autoren der Zeitschrift zählten prominente sowjetische jüdische Schriftsteller wie Nathan Lurie, Hirsch Oscherowitsch, Yechiel Schreibman, Iossif Rabin, Moische Teif, Chaim Beider, von denen einige in den 1970er Jahren nach Israel gingen. Das Magazin veröffentlichte auch Jiddisch-Unterricht für russischsprachige Sowjetbürger.
Aufgrund der steten Abnahme der Anzahl der Leser, die in der UdSSR Jiddisch sprachen, ist die Auflage der Zeitschrift stetig gesunken: von 16.000 Exemplaren im Jahr 1966 auf 10.000 (1971), 7.000 (1978) und 5000 im Jahr 1985. 1991 verlor die Zeitschrift die staatliche Unterstützung, behielt aber ihr Büro. Ab Ende der 1980er Jahre stieg der Umfang des Russischen in der Zeitschrift allmählich an: von einer Annotation auf einer Seite auf die Hälfte des gedruckten Magazins.

## God sa godom (russischer Almanach)
Seit 1986 veröffentlichte die Redaktion der Zeitschrift einen jährlich erscheinenden russischsprachigen Almanach mit dem Titel God sa godom (russisch Год за годом, „Jahr für Jahr“; wissenschaftliche Transliteration God za godom), worin die meisten Beiträge eine Übersetzung aus dem Jiddischen waren.
Von dem Almanach  sind sechs Ausgaben erschienen (der letzte Band erschien Anfang der 1990er Jahre). 

## Di yidishe gas
Die letzte Ausgabe der Zeitschrift Sovetish heymland erschien im Dezember 1991 (11–12). Stattdessen wurde als ideologische und kreative Fortsetzung ab 1993 die Zeitschrift Di yiddishe gas / Jewreiskaja uliza (russisch Еврейская улица, „Jüdische Straße“; wissenschaftliche Transliteration Evrejskaja ulica) für einige Jahre auf Jiddisch und auf Russisch veröffentlicht. 
Aron Vergelis starb 1999.

„In the 25th anniversary issue of Sovetish Heymland in August 1986 Vergelis was able to announce that it had already published 76 novels, 109 novellas, 1,478 shortstories, 6,680 poems, 1,628 articles dealing with literary criticism, the arts, etc., – all in Yiddish!“

## Bücher (Auswahl)
- Oysderveylts: lider, balades, poemes. (Auswahl: Lieder, Balladen, Poeme). Moyshe Teyf 1965
- Geschichten jüdischer sozialistischer Schriftsteller. 1969 (jiddisch)
- Horizonte. Dichtungen. 1965 (jiddisch)